# Sztuczna ściana wspinaczkowa

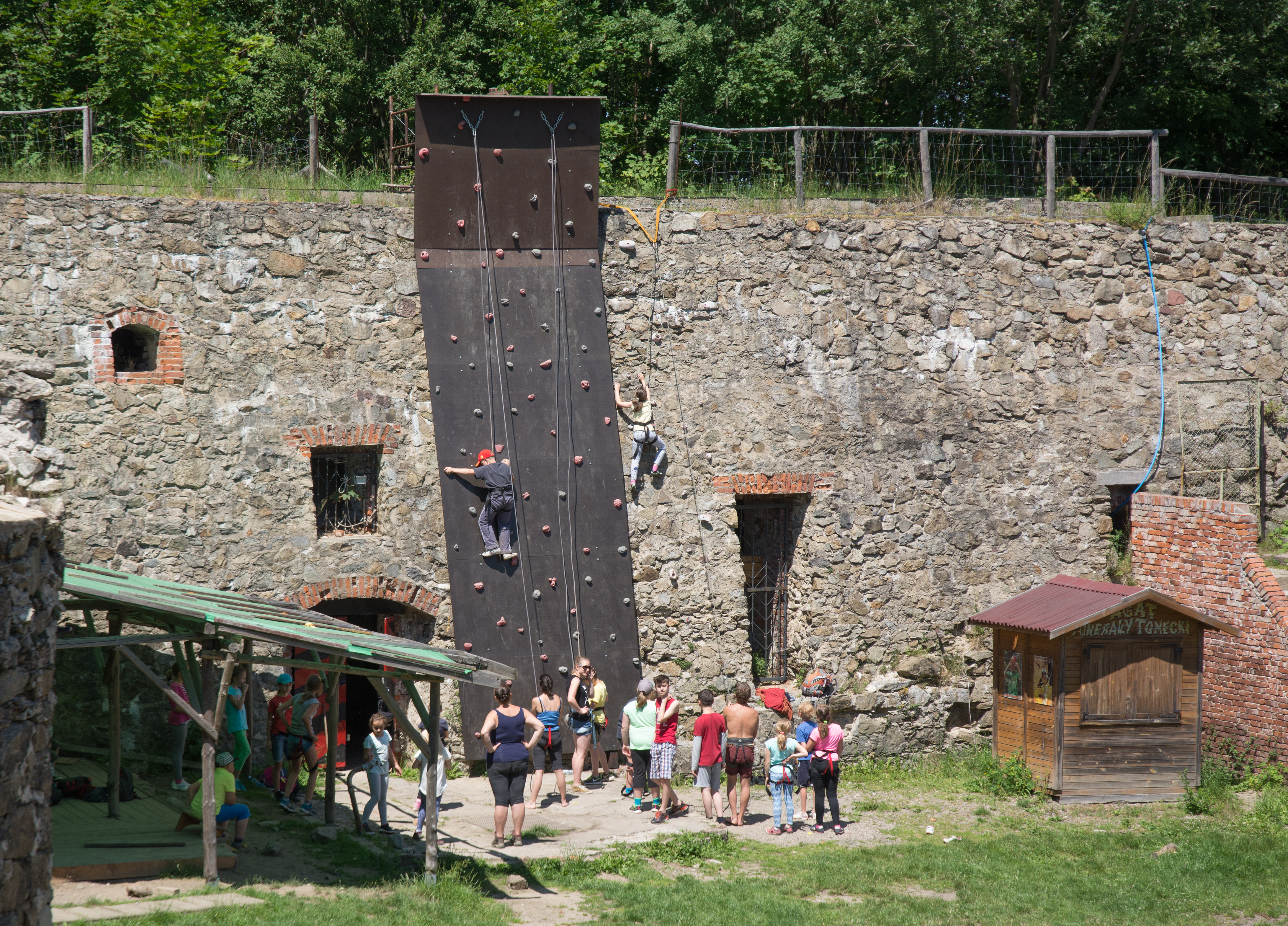
Ścianka wspinaczkowa na wolnym powietrzu

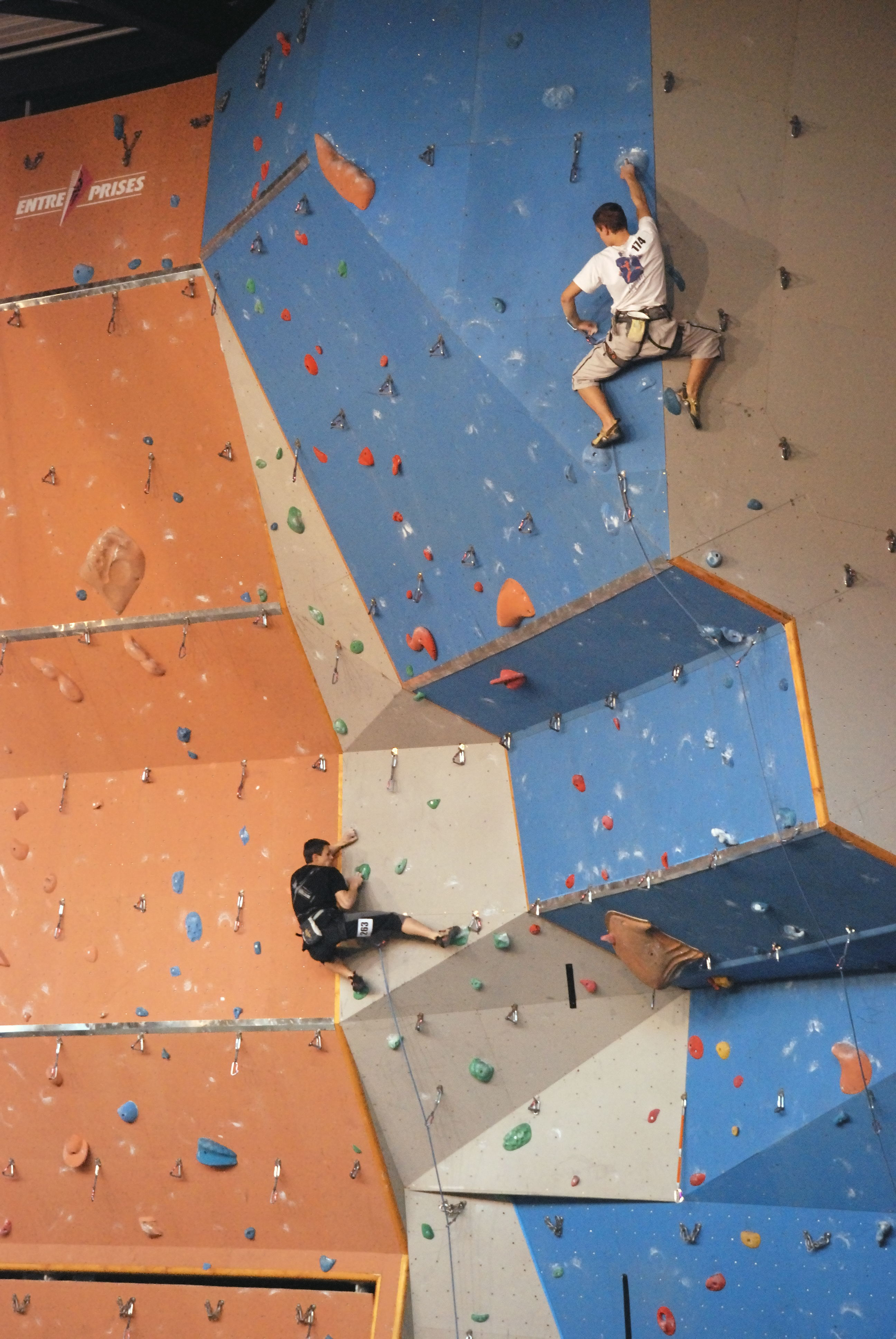
Ścianka wspinaczkowa

Sztuczna ściana – obiekt przystosowany do wymagań wspinaczki (wieża ciśnień, szyb windy czy ściana budynku) albo specjalnie w tym celu zbudowany na potrzeby wspinaczki sportowej. 
W naszym klimacie sztuczne ściany przeważnie umiejscowione są wewnątrz budynków. Najczęstsza konstrukcja to rusztowanie wsparte o ściany lub dach budynku, do którego przymocowane są płyty ze sklejki z naniesioną siatką otworów z nakrętkami kłowymi tworzącymi gniazda. Wkręcone są w nie śruby z łbami imbusowymi mocujące chwyty. Płyty, zwane też panelami, mogą być wykonane z innych materiałów, w szczególności z tworzyw sztucznych, co umożliwia dowolne kształtowanie powierzchni ściany.
Wspinanie na sztucznej ścianie odbywa się po przykręconych chwytach o różnym kształcie uwzględniające wszystkie współczynniki odpadnięcia i chroniące wspinacza przed upadkiem. Najczęściej zrobione są one z żywicy epoksydowej z wypełniaczem (piasek). Spotyka się chwyty wykonane z innych tworzyw sztucznych, czasami z drewna, wyjątkowo z naturalnej skały.
Najprostsza sztuczna ściana zwana w slangu wspinaczkowym lamperiówką to chwyty przykręcone do normalnej ściany. Inna możliwość to wykucie w murze otworów na kształt chwytów i utwardzenie ich żywicą.
Sztuczne ściany mogą być również zlokalizowane na świeżym powietrzu. W Polsce w takim wypadku stosuje się przenośne sztuczne ściany stawiane na chwilowe i lokalne zapotrzebowanie.
Z uwagi na niezależność od pogody i łatwość układania dróg o zadanym stopniu trudności zawody wspinaczkowe prawie zawsze odbywają się na sztucznych ścianach.
Najwyższa sztuczna ściana wspinaczkowa Diga di Luzzone znajduje się w Szwajcarskim kantonie Ticino i ma 165 metrów wysokości.